# Liste der beninischen Botschafter in Deutschland
Die Liste der beninischen Botschafter in Deutschland enthält die Botschafter der Republik Benin in der Bundesrepublik Deutschland. Sitz der Botschaft war von 1961 bis 2005 Bonn und nach der Verlegung des Regierungssitzes bis 2020 Berlin. Diplomatische Beziehungen zur Bundesrepublik bestehen seit 1960.
| Name                           | Amtszeit  | Amtssitz      |
| ------------------------------ | --------- | ------------- |
| Marcel Dadjo                   | 1961–1964 | Bonn          |
| Nicolas Amoussou Ewagnignon    | 1964–1973 | Bonn          |
| Virgile Octave Tevoedjre       | 1973–1975 | Bonn          |
| Tiamiou Adjibadé               | 1976–1981 | Bonn          |
| Issa Guy Philippe Boukary Mory | 1982–1990 | Bonn          |
| Saturnin Koovi Soglo           | 1990–1996 | Bonn          |
| Corneille Méhissou             | 1996–2001 | Bonn          |
| Issa Kpara                     | 2001–2007 | Bonn, Berlin  |
| Isidore Bio                    | 2008–2015 | Berlin        |
| Josseline da Silva             | 2016–2023 | Berlin, Paris |
| Corinne Brunet                 | 2024–     | Paris         |